# 歐陽仲豪
歐陽仲豪(葡語“Ao Ieong Chong Hou”，藝名“豪DEE”，1993年11月26日—)是個男性喜劇演員，曾為澳門微辣文化(舊稱“微辣製作”)藝人，現為廣州街坊喜劇(舊稱“笑兒頻道”)團員。

## 簡歷
歐陽仲豪就讀於大學時，經學長陳康榮(雞Wing)得知微辣正在聘請臨時演員，因此首次接觸這種表演；2016年畢業後答應陸志豪(六毫子)的邀請，加入微辣文化，事業發展得不錯，因此有“微辣一哥”之稱。
2019年1月，他憑自己在《恭喜八婆》的演出獲得「第3屆MOVIE6全民票選電影大獎」的“最佳新演員”獎項；同年12月，他在其中擔當配音員的作品《魔鏡肥緣》上映。

## 人事
歐陽仲豪透露其綽號「豪Dee」是由一名大學學姐取的。歐陽仲豪與另一微辣藝人黃曉晴(Yelo)為螢幕情侶，經常結伴拍攝短劇或參與綜藝節目。2021年，微辣藝人林茂發(加蔥)在Instagram上載他與剪片師同事Chiteng(歐芷婷)一起吃飯的照片，加上在李天慧(多姐)的YouTube短片曾以「豪Dee女朋友」介紹，令人以為他人倆公開戀情。其後歐陽仲豪向傳媒説其女友不是黃曉睛或Chiteng，而是另一位同事；按社交媒體互動可知，她是造型師李曄(阿曄)。

## 爭議
前經理人劉靜儀自殺離世後，歐陽仲豪於2023年8月11日在Instagram發文解釋過去兩周因自己心情尚未平復，加上收到大量的訊息而暫時遠離網絡，並表示之後將以獨立身份發展演藝事業，間接承認已脫離微辣；不少網民對此表示支持；不過還是有股聲音對其品行表示質疑，爭論之處在於林茂發YouTube頻道一段兩年前多位微辣藝人在公司接連吃火鍋的直播影片；當時它引起了連登討論區的一番争論：理論是因為按照劉靜儀剛剛黯然離職的背景，以及封面是用意不明的五人一起默哀或祈禱的照片，當中歐陽氏以外的四人(林茂發、盤凱琪(卡夫)、張詠儀(儀仔)、李天慧)均和劉靜儀處於敵對關係，所以其歡樂氣氛可能意味它帶有嘲諷劉靜儀的用意，歐陽氏、街坊喜劇團長“阿謙”和林氏皆發表聲明駁斥這種推測。其實從公開消息看來，歐陽氏和劉氏之間似乎向來沒有確實的個人衝突痕跡，上述的唯一獨立指摘也只是捕風捉影的估計，可惜公司的集體責任影響深遠，令他過了很久仍然會偶爾被責駡。

## 演出

### 電影
- 2019年：《恭喜八婆》 飾 豪Dee
- 2021年：《熱唱吧》 飾 豪Dee
- 2023年：《超神經械劫案下》 飾 豬紅[26]
- 2023年：《72小時黃金行動》 飾 豪dee

### 節目主持（ViuTV）
- 2019年：《全日情侶診所》
- 2019年：《港男入贅手冊》（第9-11集馬來西亞篇）

### 配音
- 2019年：《魔鏡肥緣》

### MV
- 馬檇鏗《What Can I Do》[27]

## 外部連結
- 歐陽仲豪的Facebook專頁
- 歐陽仲豪的Instagram帳戶
- 歐陽仲豪的新浪微博
- YouTube上的歐陽仲豪頻道